# Dithagoia
Dithagoia var en gudom ur skytisk mytologi. 
Hon var en underjordens gudinna som uppges ha dyrkats särskilt på Krim. 
Dithagoia blev genom interpretatio graeca av grekerna jämställd med Artemis och Hekate. 